# Peter Douglas
Peter Vincent Douglas (Los Angeles, 23 novembre 1955) è un produttore cinematografico, regista e direttore della fotografia statunitense.

## Biografia
Peter Douglas è il terzogenito di Kirk Douglas e primogenito di Anne Buydens, produttrice cinematografica (seconda moglie di Kirk Douglas), fratello di Michael Douglas, Joel Douglas, Eric Douglas e zio di Cameron Douglas.
Divenne presidente della Bryna Productions, casa di produzione cinematografica fondata da Kirk Douglas nel 1949. Nel 1978 fonderà egli stesso un'etichetta denominata Vincent Pictures.

## Filmografia

### Produttore

#### Cinema
- Countdown dimensione zero (The Final Countdown), regia di Don Taylor (1980)
- Qualcosa di sinistro sta per accadere (Something Wicked This Way Comes), regia di Jack Clayton (1983)
- Fletch - Un colpo da prima pagina (Fletch), regia di Michael Ritchie (1985)
- Fletch - Cronista d'assalto (Fletch Lives), regia di Michael Ritchie (1989)
- Whip It, regia di Drew Barrymore (2009)

#### Televisione
- Amos, regia di Michael Tuchner - film TV (1985)
- 1925: processo alla scimmia (Inherit the Wind), regia di David Greene - film TV (1988)
- Nemico all'interno (The Enemy Within), regia di Jonathan Darby - film TV (1994)

### Produttore e regista
- Tigre reale (A Tiger's Tale) (1987)